# Kilombero (district)
Kilombero is een district in de regio Morogoro, in zuidelijk centraal Tanzania. In 2012 had het district 407.880 inwoners. 24% van de bevolking woonde in stedelijk gebied.
De meerderheid van de bevolking leeft van zelfvoorzienende landbouw met rijst en maïs als voornaamste gewassen. Een commercieel gewas is suikerriet, geteeld in het noordwesten van het district.
Het district heeft een oppervlakte van 13.546 km² en ligt tussen het Udzungwagebergte en de rivier de Kilombero.
Het administratieve centrum van het district is Ifakara. Het stadje Mlimba ligt ook in dit district.